# Иванов, Игорь Михайлович
Игорь Миха́йлович Ивано́в (26 июня 1928, Киев — 8 августа 1980, Киев) — украинский советский архитектор, Заслуженный архитектор УССР (1973), член-корреспондент АИ СССР (1979). Главный архитектор Киева (1974—1980), внёсший значительный вклад в развитие архитектуры Киева и Украины. Его работы остаются важным наследием советской архитектуры и играют значительную роль в истории архитектуры Украины.

## Биография
В 1955 году окончил Киевский инженерно-строительный институт. Учился у Иосифа Каракиса. 
С 1959 года по 1963 год — руководил отделом Национального государственного института экспериментального проектирования Академии строительства и архитектуры УССР.
В 1973 году он стал Заслуженным архитектором УССР.
В 1979 году был избран членом-корреспондентом Академии архитектуры СССР.

## Избранные работы
- Гостиница «Черное море» (Одесса, 1972)[1];
- Гостиница «Киев» (Киев, 1973)[1];
- Гостиница «Интурист» (Харьков, 1978)[1];
- Медицинский институт (Кишинёв, 1976);
- Реконструкция площади Октябрьской революции (ныне Майдан Незалежности, 1976; в соавторстве);
- Жилой район Оболонь (с 1977; в соавторстве);
- Государственный музей истории Великой Отечественной войны 1941—1945 годов (с 1974; в соавторстве).